# І був вечір, і був ранок...
«І був вечір, і був ранок …» — радянський художній фільм 1970 року режисера Олексія Салтикова, за мотивами п'єси Бориса Лавреньова «Розлом».

## Сюжет
Про викликаний революційними подіями 1917 року драматичний конфлікт в родині капітана 1-го рангу Берсенєва, командира крейсера «Зоря» (прототип — крейсер «Аврора», він же місце зйомок фільму), події відбуваються в будинку Берсенєва і на крейсері, що стоїть на рейді Кронштадта.
Червень 1917 року, після розстрілу демонстрації на Невському в Кронштадт повертаються матроси крейсера «Зоря», що брали участь в демонстрації. Моряки крейсера під керівництвом більшовика Артема Годуна виступають проти політики Тимчасового уряду. Капітан крейсера Берсенєв підпорядковується судновому комітету.
Годун — частий гість в домі Берсенєва, де, як і на крейсері, як і в країні, розбрід думок — Берсенєв підтримує матросів, його старша дочка Тетяна на стороні батька. Чоловік Тетяни лейтенант Штубе збирається емігрувати або піти до білогвардійців. Молодша дочка Ксенія через вечірки і шампанське відходить від реальності.
Після невдачі представників Тимчасового уряду роззброїти крейсер, в Кронштадт проникають двоє офіцерів, які вмовляють Штубе підірвати крейсер. Один з офіцерів, поручик Полєвой, упадає за молодшою дочкою Берсенєва Ксенією, який проговорився їй про змову, а та розповідає про це Тетяні. Тетяна повідомляє Годуну, і тому вдається запобігти вибуху, але в сутичці зі Штубе гинуть обидва. Крейсер піднімає червоний прапор і виходить з Кронштадта до Петрограда на штурм Зимового.

## У ролях
- Михайло Голубович —  Артем Михайлович Годун, голова суднового комітету
- Борис Кудрявцев —  Євген Іванович Берсенєв, капітан 1-го рангу, командир крейсера «Зоря»
- Світлана Жгун —  Тетяна Євгенівна Берсенєва — «Тата», старша дочка Берсенєва
- Олена Соловей —  Ксенія Берсенєва — «Ксі», молодша дочка Бернесєва
- Кіра Головко —  Софія Петрівна Берсенєва, дружина Берсенєва
- Юрій Соломін —  Леопольд Штубе, лейтенант, чоловік Тетяни Берсенєвої
- Євген Матвєєв —  Олександр Олександрович Ярцев, полковник
- Борис Хмельницький —  Володимир Полєвой, поручик, ад'ютант
- Федір Одиноков —  Єримєєв
- Степан Бубнов —  Швач
- Євген Лебедєв —  адмірал
- Олександр Естрін —  агітатор від Тимчасового уряду
- В'ячеслав Невинний —  матрос
- Анатолій Єлісєєв —  матрос
- Сергій Полежаєв —  полковник
- Микола Крюков —  офіцер
- Олексій Криченков —  матрос-сурмач
- Юрій Каморний —  мічман
- Олександр Кайдановський —  мічман
- Аркадій Трусов —  матрос
- Олексій Бахарь —  матрос
- Олексій Яковлєв —  матрос
- Альберт Пєчніков —  матрос
- Вільгельм Косач —  анархіст
- Віктор Громов[ru] —  лікар
- Зоя Василькова —  Глаша, покоївка
- Семен Морозов —  вартовий
- Герман Орлов —  Петя

## Знімальна група
- Режисер — Олексій Салтиков
- Сценарист — Едуард Володарський
- Оператори — Геннадій Цекавий, Віктор Якушев
- Композитор — Андрій Ешпай
- Художник — Євген Свідєтєлєв